# 경기도의회의원 목록
다음은 경기도의회의원 156명 명단이다.

## 제11대 경기도의회 의원 목록
| 선거구             | 이름   | 소속정당     | 관할구역                                                                           | 비고                       |
| ------------------ | ------ | ------------ | ---------------------------------------------------------------------------------- | -------------------------- |
| 수원시 제1선거구   | 남경순 | 국민의힘     | 장안구 파장동, 영화동, 송죽동, 조원1동, 조원2동, 연무동                            |                            |
| 수원시 제2선거구   | 박옥분 | 더불어민주당 | 장안구 정자1동, 정자2동, 정자3동                                                   |                            |
| 수원시 제3선거구   | 황대호 | 더불어민주당 | 장안구 율천동, 권선구 서둔동, 구운동, 입북동                                       |                            |
| 수원시 제4선거구   | 장한별 | 더불어민주당 | 권선구 평동, 금곡동, 호매실동                                                      |                            |
| 수원시 제5선거구   | 김호겸 | 국민의힘     | 팔달구 매교동, 매산동, 고등동, 화서1동, 화서2동                                    |                            |
| 수원시 제6선거구   | 한원찬 | 국민의힘     | 팔달구 지동, 우만1동, 우만2동, 인계동, 행궁동                                      |                            |
| 수원시 제7선거구   | 최종현 | 더불어민주당 | 영통구 매탄1동, 매탄2동, 매탄3동, 매탄4동                                          |                            |
| 수원시 제8선거구   | 이호동 | 국민의힘     | 영통구 원천동, 영통1동                                                             |                            |
| 수원시 제9선거구   | 이오수 | 국민의힘     | 영통구 광교1동, 광교2동                                                            |                            |
| 수원시 제10선거구  | 이애형 | 국민의힘     | 권선구 세류1동, 세류2동, 세류3동, 권선1동                                          |                            |
| 수원시 제11선거구  | 문병근 | 국민의힘     | 권선구 권선2동, 곡선동                                                             |                            |
| 수원시 제12선거구  | 이병숙 | 더불어민주당 | 영통구 영통2동, 영통3동, 망포1동, 망포2동                                          |                            |
| 성남시 제1선거구   | 문승호 | 더불어민주당 | 수정구 신흥1동, 신흥2동, 신흥3동, 수진1동, 수진2동, 단대동, 신촌동, 고등동, 시흥동 |                            |
| 성남시 제2선거구   | 최만식 | 더불어민주당 | 수정구 태평1동, 태평2동, 태평3동, 태평4동, 산성동, 양지동, 복정동, 위례동          |                            |
| 성남시 제3선거구   | 전석훈 | 더불어민주당 | 중원구 성남동, 상대원1동, 상대원2동, 상대원3동, 하대원동, 도촌동                   |                            |
| 성남시 제4선거구   | 국중범 | 더불어민주당 | 중원구 중앙동, 금광1동, 금광2동, 은행1동, 은행2동                                  |                            |
| 성남시 제5선거구   | 방성환 | 국민의힘     | 분당구 이매1동, 이매2동, 야탑1동, 야탑2동, 야탑3동, 삼평동                         |                            |
| 성남시 제6선거구   | 공석   | -            | 분당구 서현1동, 서현2동, 판교동, 백현동, 운중동                                    |                            |
| 성남시 제7선거구   | 안계일 | 국민의힘     | 분당구 분당동, 수내3동, 정자2동, 정자3동, 구미동                                   |                            |
| 성남시 제8선거구   | 이제영 | 국민의힘     | 분당구 수내1동, 수내2동, 정자1동, 금곡동, 구미1동, 정자동                          |                            |
| 의정부시 제1선거구 | 김정영 | 국민의힘     | 의정부1동, 가능동, 흥선동, 녹양동                                                  |                            |
| 의정부시 제2선거구 | 이영봉 | 더불어민주당 | 의정부2동, 호원1동, 호원2동                                                        |                            |
| 의정부시 제3선거구 | 최병선 | 국민의힘     | 장암동, 신곡1동, 신곡2동, 자금동                                                   |                            |
| 의정부시 제4선거구 | 오석규 | 더불어민주당 | 송산1동, 송산2동, 송산3동                                                          |                            |
| 안양시 제1선거구   | 김성수 | 더불어민주당 | 만안구 안양1동, 안양3동, 안양4동, 안양5동, 안양6동, 안양7동, 안양8동, 안양9동      |                            |
| 안양시 제2선거구   | 김철현 | 국민의힘     | 만안구 안양2동, 석수1동, 석수2동, 석수3동, 박달1동, 박달2동                        |                            |
| 안양시 제3선거구   | 문형근 | 더불어민주당 | 동안구 비산1동, 비산2동, 비산3동, 부흥동                                           |                            |
| 안양시 제4선거구   | 김재훈 | 국민의힘     | 동안구 달안동, 관양1동, 관양2동, 부림동                                            |                            |
| 안양시 제5선거구   | 유영일 | 국민의힘     | 동안구 평촌동, 평안동, 귀인동, 범계동, 갈산동                                      |                            |
| 안양시 제6선거구   | 이채명 | 더불어민주당 | 동안구 호계1동, 호계2동, 호계3동, 신촌동                                           |                            |
| 부천시 제1선거구   | 염종현 | 더불어민주당 | 부천동                                                                             |                            |
| 부천시 제2선거구   | 이선구 | 더불어민주당 | 심곡동                                                                             |                            |
| 부천시 제3선거구   | 이재영 | 더불어민주당 | 중동, 상동                                                                         |                            |
| 부천시 제4선거구   | 황진희 | 더불어민주당 | 신중동                                                                             |                            |
| 부천시 제5선거구   | 김광민 | 더불어민주당 | 대산동, 소사본동                                                                   |                            |
| 부천시 제6선거구   | 김동희 | 더불어민주당 | 범안동                                                                             |                            |
| 부천시 제7선거구   | 유경현 | 더불어민주당 | 성곡동                                                                             |                            |
| 부천시 제8선거구   | 박상현 | 더불어민주당 | 오정동                                                                             |                            |
| 광명시 제1선거구   | 김정호 | 국민의힘     | 광명1동, 광명2동, 광명3동, 철산1동, 철산2동, 철산3동                               |                            |
| 광명시 제2선거구   | 최민   | 더불어민주당 | 광명4동, 광명5동, 광명6동, 광명7동, 철산4동                                        |                            |
| 광명시 제3선거구   | 유종상 | 더불어민주당 | 하안1동, 하안2동, 하안3동, 하안4동, 학온동                                         |                            |
| 광명시 제4선거구   | 김용성 | 더불어민주당 | 소하1동, 소하2동, 일직동                                                           |                            |
| 평택시 제1선거구   | 김상곤 | 국민의힘     | 진위면, 서탄면, 지산동, 송북동, 신장1동, 신장2동                                   |                            |
| 평택시 제2선거구   | 김재균 | 더불어민주당 | 중앙동, 서정동, 송탄동, 통복동, 세교동                                             |                            |
| 평택시 제3선거구   | 서현옥 | 더불어민주당 | 비전1동, 동삭동                                                                    |                            |
| 평택시 제4선거구   | 윤성근 | 국민의힘     | 비전2동, 용이동                                                                    |                            |
| 평택시 제5선거구   | 이학수 | 국민의힘     | 안중읍, 포승읍, 청북읍, 오성면, 현덕면                                             |                            |
| 평택시 제6선거구   | 김근용 | 국민의힘     | 팽성읍, 고덕면, 신평동, 원평동, 고덕동                                             |                            |
| 동두천시 제1선거구 | 이인규 | 더불어민주당 | 생연2동, 송내동, 상패동                                                            |                            |
| 동두천시 제2선거구 | 임상오 | 국민의힘     | 생연1동, 중앙동, 보산동, 불현동, 소요동                                            |                            |
| 안산시 제1선거구   | 김동규 | 더불어민주당 | 상록구 사동, 사이동, 해양, 본오3동                                                 |                            |
| 안산시 제2선거구   | 김태희 | 더불어민주당 | 상록구 본오1동, 본오2동, 반월동                                                    |                            |
| 안산시 제3선거구   | 장윤정 | 더불어민주당 | 상록구 일동, 이동, 성포동                                                          |                            |
| 안산시 제4선거구   | 정승현 | 더불어민주당 | 상록구 부곡동, 월피동, 안산동                                                      |                            |
| 안산시 제5선거구   | 강태형 | 더불어민주당 | 단원구 와동, 선부3동                                                               |                            |
| 안산시 제6선거구   | 이기환 | 더불어민주당 | 단원구 원곡동, 백운동, 신길동, 선부1동, 선부2동                                    |                            |
| 안산시 제7선거구   | 김철진 | 더불어민주당 | 단원구 고잔동, 초지동                                                              |                            |
| 안산시 제8선거구   | 이은미 | 더불어민주당 | 단원구 중앙동, 호수동, 대부동                                                      | 2024년 재보궐선거에서 당선 |
| 고양시 제1선거구   | 변재석 | 더불어민주당 | 덕양구 주교동, 흥도동, 성사1동, 성사2동                                            |                            |
| 고양시 제2선거구   | 이인애 | 국민의힘     | 덕양구 원신동, 고양동, 관산동                                                      |                            |
| 고양시 제3선거구   | 정동혁 | 더불어민주당 | 덕양구 화정1동, 화정2동                                                            |                            |
| 고양시 제4선거구   | 이경혜 | 더불어민주당 | 덕양구 효자동, 삼송1동, 삼송2동, 창릉동, 화전동                                    |                            |
| 고양시 제5선거구   | 명재성 | 더불어민주당 | 덕양구 행주동, 행신1동, 행신2동, 행신3동, 행신4동, 대덕동                          |                            |
| 고양시 제6선거구   | 곽미숙 | 국민의힘     | 덕양구 능곡동, 일산동구 백석1동, 백석2동                                           |                            |
| 고양시 제7선거구   | 이상원 | 국민의힘     | 일산동구 식사동, 풍산동, 고봉동                                                    |                            |
| 고양시 제8선거구   | 이택수 | 국민의힘     | 일산동구 정발산동, 중산1동, 중산2동, 일산서구 일산2동                              |                            |
| 고양시 제9선거구   | 오준환 | 국민의힘     | 일산동구 마두1동, 마두2동, 장항1동, 장항2동                                        |                            |
| 고양시 제10선거구  | 고은정 | 더불어민주당 | 일산서구 일산1동, 탄현1동, 탄현2동                                                 |                            |
| 고양시 제11선거구  | 심홍순 | 국민의힘     | 일산서구 일산3동, 주엽1동, 주엽2동, 대화동                                         |                            |
| 고양시 제12선거구  | 김완규 | 국민의힘     | 일산서구 송포동, 덕이동, 가좌동                                                    |                            |
| 과천시 선거구      | 김현석 | 국민의힘     | 과천시 전역                                                                        |                            |
| 구리시 제1선거구   | 백현종 | 국민의힘     | 갈매동, 동구동, 인창동, 교문1동                                                    |                            |
| 구리시 제2선거구   | 이은주 | 국민의힘     | 교문2동, 수택1동, 수택2동, 수택3동                                                 |                            |
| 남양주시 제1선거구 | 이석균 | 국민의힘     | 화도읍, 수동면                                                                     |                            |
| 남양주시 제2선거구 | 김미리 | 더불어민주당 | 호평동, 평내동                                                                     |                            |
| 남양주시 제3선거구 | 조미자 | 더불어민주당 | 진접읍                                                                             |                            |
| 남양주시 제4선거구 | 김동영 | 더불어민주당 | 오남읍                                                                             |                            |
| 남양주시 제5선거구 | 김창식 | 더불어민주당 | 별내면, 별내동                                                                     |                            |
| 남양주시 제6선거구 | 유호준 | 더불어민주당 | 다산1동, 다산2동, 양정동                                                           |                            |
| 남양주시 제7선거구 | 이병길 | 국민의힘     | 와부읍, 조안면, 금곡동, 진건읍, 퇴계원읍                                           |                            |
| 오산시 제1선거구   | 김영희 | 더불어민주당 | 중앙동, 신장동, 세마동                                                             | 2024년 재보궐선거에서 당선 |
| 오산시 제2선거구   | 조용호 | 더불어민주당 | 대원동, 남촌동, 초평동                                                             |                            |
| 시흥시 제1선거구   | 안광률 | 더불어민주당 | 대야동, 신천동, 은행동                                                             |                            |
| 시흥시 제2선거구   | 장대석 | 더불어민주당 | 과림동, 매화동, 목감동, 능곡동                                                     |                            |
| 시흥시 제3선거구   | 김진경 | 더불어민주당 | 신현동, 연성동, 장곡동                                                             |                            |
| 시흥시 제4선거구   | 김종배 | 더불어민주당 | 군자동, 월곶동, 정왕본동, 정왕1동, 정왕2동                                         |                            |
| 시흥시 제5선거구   | 이동현 | 더불어민주당 | 정왕3동, 정왕4동, 배곧1동, 배곧2동                                                 |                            |
| 군포시 제1선거구   | 정윤경 | 더불어민주당 | 군포1동, 산본1동, 금정동                                                           |                            |
| 군포시 제2선거구   | 성기황 | 더불어민주당 | 군포2동, 대야동, 송부동                                                            |                            |
| 군포시 제3선거구   | 김미숙 | 더불어민주당 | 산본2동, 궁내동, 광정동                                                            |                            |
| 군포시 제4선거구   | 공석   | -            | 재궁동, 오금동, 수리동                                                             |                            |
| 의왕시 제1선거구   | 김영기 | 국민의힘     | 고천동, 부곡동, 오전동                                                             |                            |
| 의왕시 제2선거구   | 서성란 | 국민의힘     | 내손1동, 내손2동, 청계동                                                           |                            |
| 하남시 제1선거구   | 윤태길 | 국민의힘     | 천현동, 신장1동, 신장2동, 감북동, 감일동, 위례동, 춘궁동, 초이동                   |                            |
| 하남시 제2선거구   | 김성수 | 국민의힘     | 덕풍1동, 덕풍2동, 덕풍3동, 미사3동                                                 |                            |
| 하남시 제3선거구   | 오지훈 | 더불어민주당 | 미사1동, 미사2동                                                                   |                            |
| 용인시 제1선거구   | 이영희 | 국민의힘     | 처인구 포곡읍, 모현읍, 역북동, 삼가동, 유림동                                      |                            |
| 용인시 제2선거구   | 김영민 | 국민의힘     | 처인구 이동읍, 남사읍, 원삼면, 백암면, 양지면, 중앙동, 동부동                      |                            |
| 용인시 제3선거구   | 남종섭 | 더불어민주당 | 기흥구 신갈동, 영덕1동, 영덕2동, 기흥동, 서농동                                    |                            |
| 용인시 제4선거구   | 전자영 | 더불어민주당 | 기흥구 구갈동, 상갈동                                                              |                            |
| 용인시 제5선거구   | 정하용 | 국민의힘     | 기흥구 보라동, 동백3동, 상하동                                                     |                            |
| 용인시 제6선거구   | 지미연 | 국민의힘     | 수지구 상현1동, 상현3동                                                            |                            |
| 용인시 제7선거구   | 김선희 | 국민의힘     | 수지구 풍덕천1동, 풍덕천2동, 죽전2동                                               |                            |
| 용인시 제8선거구   | 강웅철 | 국민의힘     | 수지구 신봉동, 동천동, 성복동                                                      |                            |
| 용인시 제9선거구   | 이성호 | 국민의힘     | 기흥구 구성동, 마북동, 동백1동, 동백2동                                            |                            |
| 용인시 제10선거구  | 윤재영 | 국민의힘     | 기흥구 보정동, 수지구 죽전1동, 죽전3동, 상현2동                                    |                            |
| 파주시 제1선거구   | 고준호 | 국민의힘     | 조리읍, 광탄면, 운정1동                                                            |                            |
| 파주시 제2선거구   | 조성환 | 더불어민주당 | 탄현면, 교하동, 운정2동                                                            |                            |
| 파주시 제3선거구   | 이용욱 | 더불어민주당 | 운정3동                                                                            |                            |
| 파주시 제4선거구   | 이한국 | 국민의힘     | 문산읍, 법원읍, 파평면, 적성면, 장단면                                             |                            |
| 파주시 제5선거구   | 안명규 | 국민의힘     | 파주읍, 월롱면, 금촌1동, 금촌2동, 금촌3동                                          |                            |
| 이천시 제1선거구   | 김일중 | 국민의힘     | 신둔면, 백사면, 마장면, 창전동, 증포동, 중리동, 관고동                             |                            |
| 이천시 제2선거구   | 허원   | 국민의힘     | 장호원읍, 부발읍, 대월면, 모가면, 설성면, 율면, 호법면                             |                            |
| 안성시 제1선거구   | 양운석 | 더불어민주당 | 공도읍, 미양면, 대덕면, 양성면, 원곡면, 고삼면, 안성3동                            |                            |
| 안성시 제2선거구   | 박명수 | 국민의힘     | 보개면, 금광면, 서운면, 일죽면, 죽산면, 삼죽면, 안성1동, 안성2동                   |                            |
| 김포시 제1선거구   | 홍원길 | 국민의힘     | 고촌읍, 사우동, 풍무동                                                             |                            |
| 김포시 제2선거구   | 오세풍 | 국민의힘     | 김포본동, 장기동                                                                   |                            |
| 김포시 제3선거구   | 김시용 | 국민의힘     | 통진읍, 양촌읍, 대곶면, 월곶면, 하성면, 구래동                                     |                            |
| 김포시 제4선거구   | 이기형 | 더불어민주당 | 장기본동, 마산동, 운양동                                                           |                            |
| 화성시 제1선거구   | 이홍근 | 더불어민주당 | 봉담읍 일부, 향남읍, 팔탄면, 양감면, 정남면                                        |                            |
| 화성시 제2선거구   | 박명원 | 국민의힘     | 우정읍, 남양읍, 매송면, 비봉면, 마도면, 송산면, 서신면, 장안면, 새솔동             |                            |
| 화성시 제3선거구   | 박세원 | 더불어민주당 | 동탄1동, 동탄2동                                                                   |                            |
| 화성시 제4선거구   | 신미숙 | 더불어민주당 | 동탄4동, 동탄5동, 동탄6동                                                          |                            |
| 화성시 제5선거구   | 김태형 | 더불어민주당 | 동탄7동, 동탄8동                                                                   |                            |
| 화성시 제6선거구   | 김회철 | 더불어민주당 | 봉담읍 일부, 기배동, 화산동                                                        |                            |
| 화성시 제7선거구   | 이진형 | 더불어민주당 | 진안동, 병점1동, 병점2동                                                           | 2024년 재보궐선거에서 당선 |
| 화성시 제8선거구   | 박진영 | 더불어민주당 | 반월동, 동탄3동                                                                    |                            |
| 광주시 제1선거구   | 유영두 | 국민의힘     | 퇴촌면, 남종면, 남한산성면, 송정동, 탄벌동                                         |                            |
| 광주시 제2선거구   | 임창휘 | 더불어민주당 | 경안동, 쌍령동, 광남1동, 광남2동                                                   |                            |
| 광주시 제3선거구   | 오창준 | 국민의힘     | 오포1동, 오포2동, 신현동, 능평동                                                   |                            |
| 광주시 제4선거구   | 유형진 | 국민의힘     | 초월읍, 곤지암읍, 도척면                                                           |                            |
| 양주시 제1선거구   | 이영주 | 국민의힘     | 백석읍, 광적면, 장흥면, 양주1동, 양주2동                                           |                            |
| 양주시 제2선거구   | 김민호 | 국민의힘     | 은현면, 남면, 회천1동, 회천2동, 회천3동, 회천4동                                   |                            |
| 포천시 제1선거구   | 윤충식 | 국민의힘     | 군내면, 신북면, 창수면, 영중면, 영북면, 관인면, 포천동, 선단동                     |                            |
| 포천시 제2선거구   | 김성남 | 국민의힘     | 소흘읍, 내촌면, 가산면, 일동면, 이동면, 화현면                                     |                            |
| 여주시 제1선거구   | 서광범 | 국민의힘     | 가남읍, 점동면, 능서면, 북내면, 강천면, 여흥동                                     |                            |
| 여주시 제2선거구   | 김규창 | 국민의힘     | 흥천면, 금사면, 산북면, 대신면, 중앙동, 오학동                                     |                            |
| 연천군 선거구      | 윤종영 | 국민의힘     | 연천군 전역                                                                        |                            |
| 가평군 선거구      | 임광현 | 국민의힘     | 가평군 전역                                                                        |                            |
| 양평군 제1선거구   | 박명숙 | 국민의힘     | 양평읍, 양서면, 옥천면, 서종면                                                     |                            |
| 양평군 제2선거구   | 이혜원 | 국민의힘     | 강상면, 강하면, 단월면, 청운면, 양동면, 지평면, 용문면, 개군면                     |                            |
| 비례대표           | 이자형 | 더불어민주당 | 경기도 일원                                                                        |                            |
| 비례대표           | 장민수 | 더불어민주당 | 경기도 일원                                                                        |                            |
| 비례대표           | 최효숙 | 더불어민주당 | 경기도 일원                                                                        |                            |
| 비례대표           | 김선영 | 더불어민주당 | 경기도 일원                                                                        |                            |
| 비례대표           | 황세주 | 더불어민주당 | 경기도 일원                                                                        |                            |
| 비례대표           | 박재용 | 더불어민주당 | 경기도 일원                                                                        |                            |
| 비례대표           | 김옥순 | 더불어민주당 | 경기도 일원                                                                        |                            |
| 비례대표           | 조희선 | 국민의힘     | 경기도 일원                                                                        |                            |
| 비례대표           | 이용호 | 국민의힘     | 경기도 일원                                                                        |                            |
| 비례대표           | 이서영 | 국민의힘     | 경기도 일원                                                                        |                            |
| 비례대표           | 최승용 | 국민의힘     | 경기도 일원                                                                        |                            |
| 비례대표           | 이채영 | 국민의힘     | 경기도 일원                                                                        |                            |
| 비례대표           | 양우식 | 국민의힘     | 경기도 일원                                                                        |                            |
| 비례대표           | 정경자 | 국민의힘     | 경기도 일원                                                                        |                            |
| 비례대표           | 김도훈 | 국민의힘     | 경기도 일원                                                                        |                            |

## 11대 경기도의회같이 보기
- 경기도의회